# Altenglan
Altenglan è un comune di 2.852 abitanti della Renania-Palatinato, in Germania.
Appartiene al circondario (Landkreis) di Kusel (targa KUS) ed è parte della comunità amministrativa (Verbandsgemeinde) di Kusel-Altenglan.
Il suo territorio è bagnato dal fiume Glan.